# 야시카 일렉트로 35 GTN
야시카 일렉트로 35 GTN(Yashica Electro 35 GTN)은 1970년 중반에 생산되었으며,
컬러 야시논 DX 1:1.7/45mm 랜즈를 사용한다.